# São Salvador de Viveiro
São Salvador de Viveiro é uma povoação portuguesa do Município de Boticas que foi sede da extinta Freguesia de São Salvador de Viveiro, freguesia que tinha 18,8 km² de área e 293 habitantes (2011), e, por isso, uma densidade populacional de 15,6 hab/km².
A freguesia de São Salvador de Viveiro foi extinta em 2013, no âmbito de uma reforma administrativa nacional, tendo sido agregada à Freguesia de Vilar, para formar uma nova freguesia denominada Vilar e Viveiro com a sede em Viveiro.

## População
| 1970 | 1981 | 1991 | 2001 | 2011 |
| 690  | 569  | 481  | 345  | 293  |

(Obs.: Número de habitantes "residentes", ou seja, que tinham a residência oficial neste concelho à data em que os censos  se realizaram.)
Freguesia criada pelo decreto lei nº 47.516, de 28/01/1967, com lugares desanexados da freguesia de Covas do Barroso